# The Phoenician Scheme
Pour plus de détails, voir Fiche technique et Distribution.
The Phoenician Scheme est un film germano-américain réalisé par Wes Anderson et sorti en 2025.
Il est présenté en avant-première au festival de Cannes 2025, en sélection officielle.

## Synopsis
Le riche homme d'affaires Zsa-Zsa Korda échappe à une tentative d'assassinat à bord de son avion privé. Comme ce n'est pas la première fois, il convoque sa fille Liesl, une jeune novice qui prévoit de prononcer bientôt ses vœux de religieuse, et lui demande de se joindre à lui afin d'être en mesure, s'il meurt, de mener à bien un ambitieux projet dans un pays du Proche-Orient nommé Phénicie. Elle accepte à demi, tentant de l'amener à améliorer son comportement d'hommes d'affaires sans pitié. Tous deux sont accompagnés de Bjorn, un entomologiste embauché par Zsa-Zsa pour se cultiver à ses rares instants perdus.
Or les gouvernements du monde, craignant les méfaits de Korda, manipulent le marché des rivets, élément indispensable dans tout projet d'infrastructure, et mettent ainsi en péril le montage financier de l'opération. Korda doit donc solliciter plusieurs de ses connaissances afin de les convaincre de combler le trou de financement. Il se rend dans plusieurs sites en Phénicie afin de les rencontrer tour à tour, affrontant de nombreux dangers : tous survivent ainsi à un nouvel accident d'avion, et Bjorn reconnaît être en réalité un espion.
Korda ne réussit à combler que la moitié de son besoin de financement et affronte pour finir son demi-frère, Nubar, qu'il soupçonne d'avoir autrefois assassiné son épouse, mère de Liesl. Nubar, qui est à l'origine des tentatives d'assassinat de Zsa-Zsa, refuse de l'aider et une lutte physique s'engage entre eux deux, s'achevant par la mort de Nubar.
Zsa-Zsa décide de consacrer toute sa fortune au financement du projet sans rien en retirer. Désormais sans ressources, il s'établit comme cuisinier dans un petit restaurant qu'il gère avec sa fille, laquelle accepte la demande en mariage de Bjorn.

## Fiche technique
Sauf indication contraire, les informations mentionnées dans cette section peuvent être confirmées par la base de données cinématographiques IMDb,  présente dans la section « Liens externes ».
- Titre original : The Phoenician Scheme
- Réalisation : Wes Anderson
- Scénario : Wes Anderson, d'après une histoire de Wes Anderson et Roman Coppola
- Décors : Adam Stockhausen
- Costumes : Milena Canonero
- Direction artistique : Neneh Lucia
- Musique : Alexandre Desplat
- Montage : Barney Pilling
- Photographie : Bruno Delbonnel
- Production : Wes Anderson et Steven M. Rales
- Sociétés de production : American Empirical Pictures et Studio Babelsberg
- Société de distribution : Focus Features (États-Unis), Universal Pictures (France)[1]
- Pays de production :  États-Unis,  Allemagne
- Langue originale : anglais
- Format : couleur
- Genre : comédie, espionnage, aventures
- Durée : 105 minutes
- Dates de sortie[2] :
  - France : 18 mai 2025 (festival de Cannes) ; 28 mai 2025 (sortie nationale)
  - États-Unis : 30 mai 2025 (sortie limitée) ; 6 juin 2025 (sortie nationale)

## Distribution
Sauf indication contraire, les informations mentionnées dans cette section peuvent être confirmées par la base de données cinématographiques IMDb,  présente dans la section « Liens externes ».
- Benicio del Toro : Anatole « Zsa-Zsa » Korda
- Mia Threapleton (VF : Emma Santini) : sœur Liesl, fille de Korda
- Michael Cera : Bjørn Lund / Bjørn Carlson, l'entomologiste
- Tom Hanks : Leland
- Bryan Cranston (VF : Stefan Godin) : Reagan, frère de Leland
- Riz Ahmed : le prince Farouk
- Mathieu Amalric : Marseille Bob, chef du gang Savarin-Montrachet
- Jeffrey Wright : Marty
- Richard Ayoade : Sergio
- Scarlett Johansson (VF : Julia Vaidis-Bogard) : Hilda Sussman-Korda, la cousine
- Benedict Cumberbatch : l'oncle Nubar Korda, demi-frère de Zsa-Zsa
- Bill Murray : Dieu
- Willem Dafoe : Knave
- F. Murray Abraham : le prophète
- Rupert Friend (VF : Valéry Schatz) : Excalibur
- Hope Davis : la mère supérieure
- Charlotte Gainsbourg : la première épouse de Korda
- Antonia Desplat : la deuxième épouse de Korda
- Steve Park : le pilote de Korda
- Alex Jennings : Broadcloth
- Jason Watkins : le notaire
- Donald Sumpter : le président
- Karl Markovics : l'ermite
- Scott Shepherd : un reporter
- Tonio Arango (en) : l'assassin du désert
- Stéphane Bak et Aysha John Samuel (en) : des militants radicaux pour la liberté

 Source et légende : version française (VF) sur RS Doublage

## Production

### Genèse et développement
En juin 2023, Wes Anderson annonce que son projet sera The Phoenician Scheme, un film d'espionnage qui abordera aussi la relation père-fille.
Le personnage principal, un homme d'affaires, est inspiré de son beau-père, Fouad Malouf, à qui le film est dédié.

### Attribution des rôles
Dès l'annonce du projet, Benicio del Toro est le premier acteur engagé pour incarner le rôle principal masculin. Il est rejoint peu après par Michael Cera et Bill Murray.
En mars 2024, Mia Threapleton rejoint le casting pour incarner le rôle principal féminin.
En avril 2024, c'est au tour de Riz Ahmed de rejoindre le casting.
En juin 2024, le casting se complète avec l'arrivée de Charlotte Gainsbourg, Willem Dafoe, Benedict Cumberbatch, Tom Hanks, Scarlett Johansson, Bryan Cranston, Rupert Friend et Antonia Desplat.

### Tournage
En mars 2024, le tournage débute aux studios de Babelsberg en Allemagne.

## Sortie et accueil

### Date de sortie
En février 2025, Focus Features acquiert les droits de distribution. Le film connaitra une sortie limitée le 30 mai 2025, avant une sortie à plus grande échelle le 6 juin. Focus avait déjà distribué deux précédents films de Wes Anderson : Moonrise Kingdom (2012) et Asteroid City (2023).
En avril 2025, il est confirmé que le film sera en compétition officielle pour la Palme d'or au festival de Cannes 2025, où il sera présenté le 18 mai 2025,.

### Accueil critique
En France, le site Allociné donne une moyenne de 3,5⁄5, d'après l'interprétation de 33 critiques de presse.

## Distinctions

### Sélections
- Festival de Cannes 2025 : sélection officielle, en compétition[16]